# 下村由美子
下村 由美子（しもむら ゆみこ、1960年〈昭和35年〉11月4日 - ）は、日本の政治家。三重県多気郡明和町長（1期）。

## 来歴
三重県立宇治山田高等学校を経て、金城学院大学卒業。1983年明和町役場に入り、町職員となる。町役場では福祉子育て、福祉保健、こどもの各課長を務める。2019年2月に明和町副町長に就任する。
2024年2月7日早朝、当時明和町長の世古口哲哉が町内の道路を歩行中に軽自動車にはねられ、搬送先の病院で死亡。町長不在となり、地方自治法の規定に伴い、副町長の下村が町長職務代理者となった。2月28日に明和町長選挙に立候補することを表明。3月15日付で副町長を辞職。3月19日告示の明和町長選挙は下村の他、3人の争いとなり、3月24日の投開票では下村が8000票余りと他の候補に大差を付け、初当選し、明和町初の女性町長となった。